# Erica Klarreich
Erica Gail Klarreich (1972) é uma matemática, jornalista e divulgadora da ciência americana. Atualmente trabalha principalmente para a revista Quanta Magazine.
Como matemática, Klarreich é conhecida por seu teorema em topologia geométrica e teoria dos grupos que afirma que o contorno do complexo de curvas é homeomórfico ao espaço de laminações terminais.
Como escritora, seus textos de divulgação aparecem em publicações tais como Nature, Scientific American, e New Scientist.
Klarreich obteve seu doutorado em matemática sob a orientação de Yair Nathan Minsky na Stony Brook University em 1997.

## Publicações selecionadas
Pesquisa matemática
- "The boundary at infinity of the curve complex and the relative Teichmüller space"
- "Semiconjugacies between Kleinian group actions on the Riemann sphere"

Divulgação científica
- "Foams and honeycombs"
- "Quantum cryptography: Can you keep a secret?"
- "Huygens's clocks revisited"
- "A Brazilian Wunderkind Who Calms Chaos"